# Liechtenstein und die Europäische Union
Das Fürstentum Liechtenstein ist kein Teil der Europäischen Union. Seit dem 1. Mai 1995 ist Liechtenstein Mitglied des Europäischen Wirtschaftsraums (EWR) und nimmt damit am EU-Binnenmarkt teil. Liechtenstein gehört damit zusammen mit den beiden anderen EWR-Ländern Norwegen und Island zu den am stärksten in europäische Strukturen integrierten Drittstaaten.
Gleichzeitig ist Liechtenstein seit 1924 mit dem Nicht-EWR-Mitglied Schweiz in einer Wirtschafts-, Zoll- und Währungsunion verbunden.

## Statistik
Liechtenstein gehört mit einer Fläche von 160 km² zu den Europäischen Zwergstaaten. Es hat eine Wohnbevölkerung von 37.600 Einwohnern. Der Ausländeranteil liegt bei 33 %. Davon sind etwa die Hälfte EU-Bürger.
63 % der liechtensteinischen Exporte gehen in die EU-Staaten. Aus der EU kommen 92 % aller Direktimporte (der Warenverkehr mit der Schweiz ist dabei nicht berücksichtigt).

## Vorgeschichte
Liechtenstein ist seit 1991 Mitglied der Europäischen Freihandelsassoziation (EFTA). Bereits seit der EFTA-Gründung 1960 war Liechtenstein mit der Organisation durch ein besonderes Protokoll verbunden. Über den Zollvertrag mit der Schweiz nahm Liechtenstein seit 1972 an dem von den EFTA-Staaten mit der Europäischen Wirtschaftsgemeinschaft (EWG) abgeschlossenen Freihandelsabkommen teil.
Auf der Grundlage von zwei Volksabstimmungen 1992 und 1995 trat Liechtenstein am 1. Mai 1995 dem EWR bei. In der Volksabstimmung am 12. Dezember 1992 votierten 55,8 % für einen Beitritt zum EWR. Die Beteiligung lag bei 87 %. Am 4. April 1995 wurden die EWR-Beitrittsbedingungen mit einer Mehrheit von 55,9 % vom Volk gebilligt (Abstimmungsbeteiligung 82,1 %).

## Beziehungen EU-Liechtenstein
Über seine Mitgliedschaft im EWR nimmt Liechtenstein am Binnenmarkt der Europäischen Union teil. Die liechtensteinische Wirtschaft erhält damit Zugang zu einem gemeinsamen Markt der 30 EWR-Mitgliedstaaten mit über 500 Millionen Menschen. Als EWR-Mitglied nimmt Liechtenstein zwar an der Ausformulierung des relevanten EWR-Rechtes teil (Mitbestimmungsrecht), hat aber kein Entscheidungsrecht.
Landwirtschaftliche Produkte und Veterinärfragen sind von den Regelungen des EWR ausgenommen. Hier gilt seit 2007 ein zwischen der EU und der Schweiz bestehendes Abkommen auch für Liechtenstein.
Der besonderen demographischen Situation Liechtensteins tragen spezielle Regelungen zur Personenfreizügigkeit und Niederlassungsfreiheit Rechnung. Es gibt insbesondere eine Quotenregelung bei der Wohnsitznahme.
Liechtenstein leistet einen Anteil von 0,77 Prozent an den EWR-Beiträgen. Zweimal jährlich kommen Liechtenstein, Island und Norwegen im EWR-Rat auf Außenministerebene zusammen.
Neben seiner Mitgliedschaft im EWR nimmt Liechtenstein an zahlreichen EU-Programmen und Agenturen teil, allerdings ohne Stimmrecht.

## EWR-Finanzierungsmechanismus
Im Gegenzug zu Liechtensteins Teilnahme am Binnenmarkt trägt das Land über den EWR-Finanzierungsmechanismus wie Norwegen und Island zur Verringerung wirtschaftlicher und sozialer Ungleichheiten in den ärmeren EU-Mitgliedstaaten bei. Die liechtensteinischen Zahlungen beliefen sich im Zeitraum 2004 bis 2009 auf jährlich 1,2 Millionen Euro pro Jahr. Im Dezember 2009 wurde zwischen der EU einerseits und Norwegen, Island und Liechtenstein andererseits eine grundsätzliche Einigung über eine Verlängerung des Finanzierungsmechanismus für die Jahre 2009 bis 2014 getroffen.

## Schengen

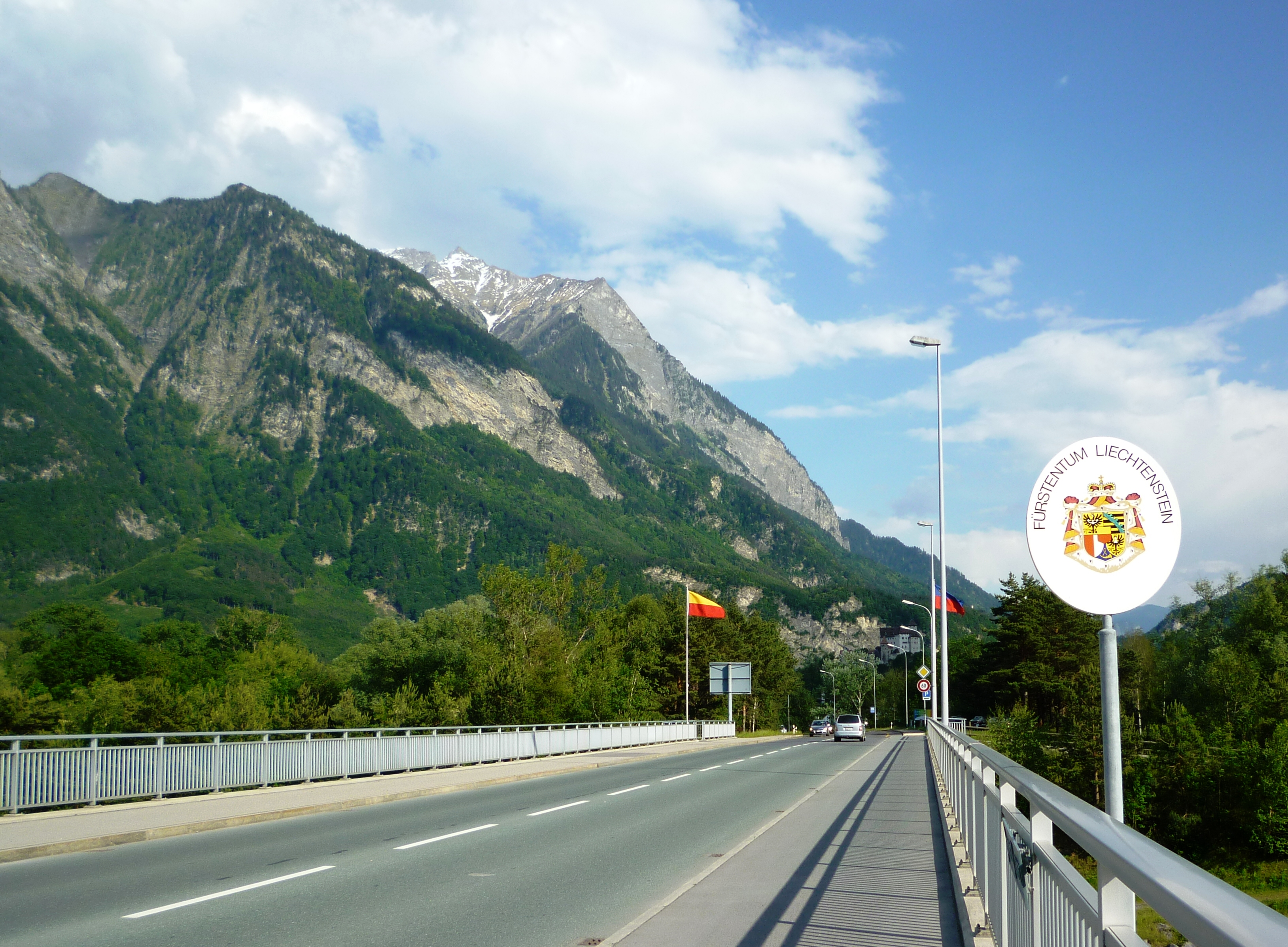
Die schweizerisch-liechtensteinische Grenze bei Balzers (ohne systematische Grenzkontrollen)

Liechtenstein ist seit dem 19. Dezember 2011 Vollanwender des Schengener Abkommens. Aufgrund befürchteter erleichterter Steuerhinterziehung verhinderten Deutschland und Schweden lange Zeit den Beitritt Liechtensteins. Am 15. Februar 2011 stimmte jedoch das Europäische Parlament dem Beitritt zu. Eine Evaluierungsphase bestand über das Jahr 2011 hinweg. Der zuständige Ministerrat hat dem Beitritt Liechtensteins am 13. Dezember 2011 zugestimmt. Mit der Teilnahme am Schengen-Raum verpflichtet sich Liechtenstein auch zu einer engen Zusammenarbeit mit Polizei und Justiz der EU-Staaten.
Liechtensteins Beitritt zum Schengen-Raum konnte nicht parallel mit dem der Schweiz im November 2008 erfolgen. Für die Übergangszeit wurde eine pragmatische Lösung an der temporären Schengen-Aussengrenze zwischen Liechtenstein und der Schweiz gefunden: es finden Videoüberwachung, sporadische Kontrollen und Patrouillenfahrten statt.
Mit seinem Beitritt zum Schengen-Raum wird Liechtenstein auch am Dubliner Übereinkommen teilnehmen. Damit sollen eine bessere Koordination der Asylpolitik und die Verhinderung von Asylmissbrauch mit der EU gewährleistet werden.

## Steuern und Finanzen
Seit 2005 gilt zwischen Liechtenstein und der EU ein Abkommen über die Besteuerung von Zinserträgen bei Ausländerkonten in Liechtenstein.
Liechtenstein erklärte im April 2009, die OECD-Standards zum Informationsaustausch in Steuerfragen künftig anerkennen zu wollen. Damit sollten Steuerbetrug und Steuerhinterziehung wirksamer als bisher bekämpft werden. Derzeit verhandelt die EU mit Liechtenstein über den Abschluss eines Betrugsbekämpfungsabkommens.

## Ausblick
Der Bericht der liechtensteinischen Regierung vom März 2010 zieht eine positive Gesamtbilanz der Mitgliedschaft Liechtensteins im EWR. Dieser sei für die Belange Liechtensteins massgeschneidert, insbesondere für die liechtensteinische Wirtschaft. Ein Beitrittsantrag zur Europäischen Union steht derzeit nicht auf der Tagesordnung, bleibt aber eine Option der liechtensteinischen Politik. Liechtenstein hat von den insgesamt 1110 EU-Binnenmarktrichtlinien bereits 99,3 Prozent umgesetzt.